# Доктор Маркус Уэлби
«Доктор Маркус Уэлби» (англ. Marcus Welby, M.D.) — американский медицинский драматический телесериал, который транслировался на канале ABC на протяжении семи сезонов, с 23 сентября 1969 по 29 июля 1976 года. В центре сюжета сериала был семейный доктор средних лет, роль которого исполнял Роберт Янг, а также его помощники и прочий персонал больницы, где разворачивалось действие в каждом из эпизодов. Сериал начался с телефильма, показанного за полгода до премьеры пилотного эпизода.
Сериал оказался одним из наиболее успешных в начале семидесятых, в особенности в сезоне 1970-71, когда возглавил годовую рейтинговую таблицу самых наблюдаемых программ. «Доктор Маркус Уэлби» стал первой программой канала ABC, которая поднялась на вершину годового рейтинга. В отличие от других сериалов семидесятых Marcus Welby, M.D. делал акцент на острых и спорных темах и в диагностике делался уклон в сторону психики, что помогло шоу привлечь желанную для рекламодателя молодую аудиторию.
Эпизод 1973 года «Другой Мартин Лоринг» (The Other Martin Loring) был о мужчине средних лет, которому Уэлби посоветовал сопротивляться своим гомосексуальным побуждениям. Альянс гей-активистов (GAA) организовали шок-акцию в ABC, заняв его штаб-квартиру в Нью-Йорке и устроив пикет.
За период трансляции сериал получил ряд наград, в том числе и Премии «Эмми» за лучший драматический сериал и «Золотой глобус» за лучший телевизионный сериал — драма в 1970 году, а также ещё по три «Эмми» и «Золотых глобуса» в других категориях. Шоу часто критиковалось из-за показа спорных моментов, таких как гомосексуализм, изнасилование педагогом студентов, педофилия, сексизм и дискриминация женщин.